# Bernard Wright
Bernard Wright (Jamaica, 16 novembre 1963 – Dallas, 19 maggio 2022) è stato un tastierista e cantante statunitense.

## Biografia
Wright nacque nel 1963 a Jamaica, nel Queens, a New York. Sua madrina era la cantante Roberta Flack.
Si diplomò alla High School of Performing Arts di New York; tra i suoi compagni di classe vi erano lo scrittore Carl Hancock Rux e l'artista gospel Desiree Coleman Jackson. All'età di 12 anni, Wright andò in tournée con Lenny White e a 16 anni suonò con Tom Browne.
Nel 1981, Wright venne messo sotto contratto dalla GRP Records e pubblicò il suo primo album da solista 'Nard, le cui tracce verranno campionate da Dr. Dre, Snoop Dogg, Skee-Loe e LL Cool J. L'album verrà riedito nel 2001. Nel 1983 pubblicò Funky Beat, uscito per l'Arista, mentre nel 1985 fu la volta di Mr. Wright, contenente Who Do You Love, che giunse al sesto posto della classifica dei singoli R&B. Dopo i tre album gospel Fresh Hymns (1990), Brand New Gospel Format (1991) e Fresh Hymns II (1992), Wright collaborò con Sadao Watanabe nell'album Go Straight Ahead 'n Make a Left (1997). Entrato nei Too Bad, pubblicò con loro Back to Our Roots (1999). Nel corso della sua carriera, l'artista collaborò anche con Marcus Miller, Miles Davis, i Cameo e Roberta Flack.
Wright morì a Dallas nel 2022, all'età di 58 anni, per un incidente stradale.

## Discografia

### Da solista

#### Album in studio
- 1981 – 'Nard
- 1983 – Funky Beat
- 1985 – Mr. Wright
- 1990 – Fresh Hymns
- 1991 – Brand New Gospel Format
- 1992 – Fresh Hymns II
- 1997 – Go Straight Ahead 'n Make a Left (con Sadao Watanabe)

#### Singoli
- 1981 – Just Chillin' Out
- 1981 – Haboglabotribin'
- 1982 – Won't You Let Me Love You
- 1983 – Funky Beat
- 1985 – Who Do You Love
- 1985 – After You
- 1985 – Yo 'Nard

### Nei gruppi

#### Nei Too Bad

##### Album in studio
- 1999 – Go Straight Ahead' N Make a Left